# Nat Sanders
Nathaniel Sanders, detto Nat (New London, 8 agosto 1980), è un montatore statunitense.
Nel 2017 è stato candidato all'Oscar al miglior montaggio per Moonlight.

## Biografia
Si è laureato nel 2002 alla scuola di cinema dell'Università statale della Florida (FSU), per poi andare ad Hollywood e cominciare a lavorarci montando degli episodi del reality show The Biggest Loser. Quando un suo ex compagno di corso alla FSU, Barry Jenkins, ha diretto un film, Medicine for Melancholy (2008), Sanders ha deciso di licenziarsi e trasferirsi a San Francisco per montarlo. Sei anni più tardi, Sanders avrebbe poi ringraziato Jenkins sul palco degli Independent Spirit Awards per averlo «salvato dal montare TV spazzatura a vita». All'anteprima di Medicine for Melancholy al SXSW 2008 ha incontrato la regista Lynn Shelton, che gli ha offerto di montare il film Humpday - Un mercoledì da sballo (2009), avviando la sua carriera.
Da lì, Sanders si è mosso principalmente nel cinema indipendente, e nello specifico della scena mumblecore, lavorando con altri suoi protagonisti come Lena Dunham e i fratelli Jay e Mark Duplass. Al Sundance Film Festival 2011 ha incontrato il regista Destin Daniel Cretton, che lo ha scelto per montare il film Short Term 12 (2013), per il quale Sanders ha vinto il primo Independent Spirit Award per il miglior montaggio. Lo stesso anno, la rivista di settore Filmmaker l'ha inserito tra i suoi "25 nuovi volti del cinema indipendente".
Parallelamente al mai interrotto sodalizio con Cretton e Shelton, Sanders è tornato a lavorare anche con Jenkins col film Moonlight (2016), di cui ha montato il primo e il secondo capitolo della storia (il terzo è opera di Joi McMillon). Per il suo lavoro sul film, ha ricevuto il plauso della critica e, tra i vari riconoscimenti, una candidatura al premio Oscar per il miglior montaggio.

## Filmografia

### Montatore

#### Cinema
- Medicine for Melancholy, regia di Barry Jenkins (2008)
- Humpday - Un mercoledì da sballo (Humpday), regia di Lynn Shelton (2009)
- Solo per una notte (The Freebie), regia di Katie Aselton (2010)
- On the Ice, regia di Andrew Okpeaha MacLean (2011)
- Quell'idiota di nostro fratello (Our Idiot Brother), regia di Jesse Peretz (2011) - montatore aggiuntivo
- Your Sister's Sister, regia di Lynn Shelton (2011)
- Nature Calls, regia di Todd Rohal (2012)
- The Do-Deca-Pentathlon, regia di Jay e Mark Duplass (2012)
- Short Term 12, regia di Destin Daniel Cretton (2013)
- Dimmi quando (Laggies), regia di Lynn Shelton (2014)
- Moonlight, regia di Barry Jenkins (2016)
- Il castello di vetro (The Glass Castle), regia di Destin Daniel Cretton (2017)
- Se la strada potesse parlare (If Beale Street Could Talk), regia di Barry Jenkins (2018)
- Il diritto di opporsi (Just Mercy), regia di Destin Daniel Cretton (2019)
- Shang-Chi e la leggenda dei Dieci Anelli (Shang-Chi and the Legend of the Ten Rings), regia di Destin Daniel Cretton (2021)
- Chi segna vince (Next Goal Wins), regia di Taika Waititi (2023)

#### Televisione
- Fashion House – serie TV, 6 episodi (2006)
- Togetherness – serie TV, episodi 1x03-1x05-1x07 (2015)
- Girls – serie TV, 9 episodi (2016)

### Attore
- Tiny Furniture, regia di Lena Dunham (2010)

### Fonico
- Medicine for Melancholy, regia di Barry Jenkins (2008)

## Riconoscimenti
- Premio Oscar
  - 2017 - Candidatura al miglior montaggio per Moonlight
- American Cinema Editors
  - 2017 - Candidatura al miglior montaggio di un lungometraggio drammatico per Moonlight
- Chicago Film Critics Association
  - 2016 - Candidatura al miglior montaggio per Moonlight
- Critics' Choice Award
  - 2016 - Candidatura al miglior montaggio per Moonlight
- Independent Spirit Award
  - 2014 - Miglior montaggio per Short Term 12
  - 2017 - Miglior montaggio per Moonlight
- Las Vegas Film Critics Society
  - 2016 - Miglior montaggio per Moonlight
- St. Louis Film Critics Association
  - 2016 - Candidatura al miglior montaggio per Moonlight
- Satellite Award
  - 2017 - Candidatura al miglior montaggio per Moonlight
  - 2019 - Candidatura al miglior montaggio per Se la strada potesse parlare